# Dimorphozoum nobile
Dimorphozoum nobile is een mosdiertjessoort uit de familie van de Beaniidae. De wetenschappelijke naam van de soort is voor het eerst geldig gepubliceerd in 1891 door Hincks.